# Life of the Infamous: The Best of Mobb Deep
Life of the Infamous: The Best of Mobb Deep è una greatest hits del gruppo hip hop statunitense Mobb Deep, pubblicata nel 2006.
Le ultime due tracce sono inedite.
| Recensione | Giudizio |
| ---------- | -------- |
| AllMusic   | [ 1 ]    |

## Tracce
1. Hit It from the Back – 4:11 (musica: Mobb Deep)
2. Survival of the Fittest – 3:42 (musica: Havoc)
3. Shook Ones Pt. II – 4:23 (musica: Havoc)
4. Temperature's Rising (featuring Crystal Johnson)) – 4:59 (musica: Havoc, The Abstract, Mobb Deep (co.))
5. Get Dealt With – 3:53 (musica: Havoc)
6. Quiet Storm (Remix) (featuring Lil' Kim) – 3:54 (musica: Havoc, Jonathan Williams)
7. Keep It Thoro – 3:06 (musica: The Alchemist)
8. G.O.D. Pt. III – 5:14 (musica: Havoc)
9. Hell on Earth (Front Lines) – 4:33 (musica: Havoc)
10. Hey Luv (Anything) (featuring 112) – 3:57 (musica: Havoc)
11. Get Away – 3:33 (musica: Ez Elpee)
12. The Learning (Burn) (featuring Noyd & Vita) – 4:11 (musica: Havoc)
13. Got It Twisted – 3:38 (musica: The Alchemist)
14. Real Gangstaz (featuring Lil Jon) – 4:04 (musica: Lil Jon)
15. Win or Lose – 3:12 (musica: The Alchemist)
16. Blood Money – 4:42 (musica: Havoc)
17. Go Head – 4:01 (musica: Havoc)

## Classifiche
| Classifica (2006)         | Posizione massima |
| ------------------------- | ----------------- |
| US Top Rap Albums         | 19                |
| US Top R&B/Hip-Hop Albums | 45                |